# Campionats del món de ciclocròs de 2016
Els Campionats del món de ciclocròs de 2016 van ser la 67a edició dels Campionats del món de ciclocròs. Les proves tingueren lloc el 30 i 31 de gener de 2016 a Heusden-Zolder, Bèlgica. Per primer cop es va disputar la prova sub-23 en categoria femenina.

## Organització
Els Campionats del món van ser organitzats sota els auspicis de la Unió Ciclista Internacional. Va ser el tercer cop que el Circuit de Zolder va acollir els mundials de ciclocròs. Les altres dues vegades van ser el 1970 i el 2002

## Dopatge mecànic
Durant la cursa femenina sub-23, l'UCI va declarar que va mantenir un examen més detingut una bicicleta d'una competidora, com a part de les seves normatives sobre el frau tecnològic. De fet, després que la ciclista belga Femke Van den Driessche abandonés la cursa per una avaria mecànica, es va fer públic que la seva bicicleta havia estat modificada.

## Resultats

### Homes
| Proves  | Or                  | Plata                   | Bronze                |
| Elit    | Wout van Aert (BEL) | Lars van der Haar (NED) | Kevin Pauwels (BEL)   |
| Sub-23  | Eli Iserbyt (BEL)   | Adam Toupalik (CZE)     | Quinten Hermans (BEL) |
| Júniors | Jens Dekker (NED)   | Mickaël Crispin (FRA)   | Thomas Bonnet (FRA)   |

### Dones
| Prova  | Or                    | Plata                | Bronze                |
| Elit   | Thalita de Jong (NED) | Caroline Mani (FRA)  | Sanne Cant (BEL)      |
| Sub-23 | Evie Richards (GBR)   | Nikola Noskova (CZE) | Maud Kaptheijns (NED) |

## Classificacions

### Cursa masculina
| Pos.   | Ciclista             | País          | Temps    |
| ------ | -------------------- | ------------- | -------- |
| Or     | Wout Van Aert        | Bèlgica       | 1.05'52" |
| Argent | Lars van der Haar    | Països Baixos | + 5"     |
| Bronze | Kevin Pauwels        | Bèlgica       | + 35"    |
| 4.     | Sven Nys             | Bèlgica       | + 39"    |
| 5.     | Mathieu van der Poel | Països Baixos | + 47"    |
| 6.     | David van der Poel   | Països Baixos | + 1'03"  |
| 7.     | Laurens Sweeck       | Bèlgica       | + 1'11"  |
| 8.     | Tom Meeusen          | Bèlgica       | + 1'23"  |
| 9.     | Radomir Simunek jr.  | Txèquia       | + 1'37"  |
| 10.    | Marcel Meisen        | Dinamarca     | + 1'43"  |

### Cursa femenina
| Pos.   | Ciclista          | País          | Temps   |
| ------ | ----------------- | ------------- | ------- |
| Or     | Thalita de Jong   | Països Baixos | 41'03"  |
| Argent | Caroline Mani     | França        | + 14"   |
| Bronze | Sanne Cant        | Bèlgica       | + 24"   |
| 4.     | Sophie de Boer    | Països Baixos | + 24"   |
| 5.     | Nikki Harris      | Regne Unit    | + 32"   |
| 6.     | Sabrina Stultiens | Països Baixos | + 36"   |
| 7.     | Eva Lechner       | Itàlia        | + 46"   |
| 8.     | Kaitlin Antonneau | Estats Units  | + 1'12" |
| 9.     | Christine Majerus | Luxemburg     | + 1'25" |
| 10.    | Sanne van Paassen | Països Baixos | + 1'44" |

### Cursa sub-23
| Pos.   | Ciclista         | País          | Temps   |
| ------ | ---------------- | ------------- | ------- |
| Or     | Eli Iserbyt      | Bèlgica       | 51'18"  |
| Argent | Adam Ťoupalík    | Txèquia       | + 1"    |
| Bronze | Quinten Hermans  | Bèlgica       | + 5"    |
| 4.     | Thijs Aerts      | Bèlgica       | + 11"   |
| 5.     | Clément Russo    | França        | + 12"   |
| 6.     | Felipe Orts      | Espanya       | + 15"   |
| 7.     | Gioele Bertolini | Itàlia        | + 15"   |
| 8.     | Martijn Budding  | Països Baixos | + 24"   |
| 9.     | Sieben Wouters   | Països Baixos | + 29"   |
| 10.    | Daan Soete       | Bèlgica       | + 1'07" |

### Cursa sub-23 femenina
| Pos.   | Ciclista            | País          | Temps   |
| ------ | ------------------- | ------------- | ------- |
| Or     | Evie Richards       | Regne Unit    | 41'34"  |
| Argent | Nikola Noskova      | Txèquia       | + 35"   |
| Bronze | Maud Kaptheijns     | Països Baixos | + 47"   |
| 4.     | Sina Frei           | Suïssa        | + 53"   |
| 5.     | Nadja Heigl         | Àustria       | + 1'30" |
| 6.     | Ellen Noble         | Estats Units  | + 1'42" |
| 7.     | Alice Maria Arzuffi | Itàlia        | + 1'47" |
| 8.     | Juliette Labous     | França        | + 1'50" |
| 9.     | Alice Barnes        | Regne Unit    | + 2'01" |
| 10.    | Jessica Lambracht   | Alemanya      | + 2'22" |

### Cursa júnior
| Pos.   | Ciclista         | País          | Temps   |
| ------ | ---------------- | ------------- | ------- |
| Or     | Jens Dekker      | Països Baixos | 43'05"  |
| Argent | Mickaël Crispin  | França        | + 35"   |
| Bronze | Thomas Bonnet    | França        | + 1'00" |
| 4.     | Kevin Kuhn       | Suïssa        | + 1'17" |
| 5.     | Thomas Pidcock   | Regne Unit    | + 1'22" |
| 6.     | Jakob Dorigoni   | Itàlia        | + 1'27" |
| 7.     | Jappe Jaspers    | Bèlgica       | + 1'32" |
| 8.     | Iván Feijoo      | Espanya       | + 1'34" |
| 9.     | Matthieu Legrand | França        | + 1'38" |
| 10.    | Niklas Märkl     | Alemanya      | + 1'39" |

## Medaller
| Pos. | País          | Or | Plata | Bronze | Total |
| 1    | Països Baixos | 2  | 1     | 1      | 4     |
| 2    | Bèlgica       | 2  | 0     | 3      | 5     |
| 3    | Regne Unit    | 1  | 0     | 0      | 1     |
| 4    | França        | 0  | 2     | 1      | 3     |
| 5    | Txèquia       | 0  | 2     | 0      | 2     |